# Dallas Jenkins
Dallas Jenkins (St. Charles, Illinois, 25 de julio de 1975) es un director, guionista y productor estadounidense de cine y televisión. Conocido por ser el creador, director, coguionista y productor ejecutivo de The Chosen, la primera serie de varias temporadas sobre la vida de Jesús de Nazaret. Su carrera se centra en los cristianos corrientes. 

## Biografía

### Infancia y Juventud
El padre de Jenkins es Jerry B. Jenkins, novelista cristiano, conocido por la serie "Left Behind (Dejados Atrás)", una de las más vendidas de todos los tiempos, con más de sesenta millones de ejemplares vendidos. En 1997, Jenkins se graduó de la Universidad Northwestern-St. Paul, donde conoció a su esposa, Amanda.
Cuando empezó a trabajar en Hollywood, Jenkins se mantuvo firme en su deseo de no hacer películas cristianas. Aunque su fe era importante para él, él y su esposa consideraban casi vergonzoso que lo etiquetaran como cineasta cristiano. Sin embargo, Jenkins cambió de opinión mientras cortaba el césped —calcula que fue en 2006 o 2007— y sintió que Dios le decía que hiciera películas cristianas. A pesar de creer que era una llamada divina, Jenkins intentó rechazar la idea de que las películas cristianas no eran buenas, pero se dio cuenta de que quizás su trabajo consistía en hacerlas buenas.
A los veinticinco años, Jenkins y su madre fundaron juntos una productora, Jenkins Entertainment. Su primera película fue Hometown Legend, una película de temática religiosa distribuida por Warner Brothers en el año 2000.
Jenkins fue miembro del Equipo de Liderazgo Ejecutivo de Harvest Bible Chapel, donde se desempeñó como director ejecutivo de Vertical Church Media. Vertical Church Films, una filial de Harvest Bible Chapel, se asoció con Blumhouse Productions y WWE Films para producir The Resurrection of Gavin Stone, una película de temática religiosa de 2017 dirigida por Jenkins con un presupuesto estimado de dos millones de dólares.

### Carrera cinematográfica
Tras producir Hometown Legend y dirigir dos cortometrajes, el debut de Jenkins como director de largometrajes fue Midnight Clear en 2006. La película, protagonizada por Stephen Baldwin y distribuida por Lionsgate, se basó en un cuento escrito por su padre, Jerry Jenkins.
En 2010, Jenkins dirigió What If…, una película sobre un hombre de negocios a quien un ángel le muestra cómo podría haber sido su vida si hubiera seguido el llamado de Dios. La película fue protagonizada por Kevin Sorbo, Kristy Swanson, John Ratzenberger y la estrella de Disney, Debby Ryan. Box Office Mojo informa que la película recaudó 814.906 dólares a nivel nacional.
En 2017, Jenkins dirigió The Resurrection of Gavin Stone, una comedia dramática cristiana estadounidense. La película contó con la participación de Brett Dalton (Agentes de S.H.I.E.L.D.), la comediante Anjelah Johnson, D.B. Sweeney (The Cutting Edge), Neil Flynn (The Middle) y la leyenda de la lucha libre Shawn Michaels. Jenkins la describió como una película cristiana diferente, una especie de nueva experiencia para ese público. Intentó lograrlo llenándola de aspectos poco comunes en el cine cristiano, como la comedia. En consecuencia, The Hollywood Reporter comentó sobre la película: «Esta genial comedia dramática de temática religiosa carece, de forma refrescante, de sermoneo». Sin embargo, no fue un éxito de taquilla. Box Office Mojo informa que la película recaudó 2.308.355 dólares a nivel mundial.
En una entrevista con CBN News, Jenkins lo describió como su "mayor fracaso profesional". Después de esto, Jenkins realizó un cortometraje para su iglesia en Elgin, Illinois, El Pastor, filmado en la granja de un amigo en Marengo. El cortometraje narra el nacimiento de Cristo desde la perspectiva de los pastores.
La película captó la atención del servicio de filtrado y streaming VidAngel, que se vio envuelto en una demanda por infracción de derechos de autor con importantes estudios de Hollywood y, por lo tanto, buscaba contenido original para distribuir. VidAngel sugirió publicar el cortometraje en Facebook como un piloto conceptual para generar interés en la idea de Jenkins de una serie de varias temporadas. El cortometraje recibió más de 15 millones de visitas en todo el mundo.

## Películas para iglesias
Tras años trabajando en Hollywood, Jenkins experimentó un cambio de mentalidad. Decidió que quería ser un cineasta cristiano que hiciera películas cristianas de calidad, en lugar de un cristiano que hiciera películas seculares. Este cambio lo impulsó a dejar Hollywood y fundar Vertical Church Films en la Harvest Bible Chapel de Chicago.
Vertical Church Films se fundó en 2012 para producir largometrajes cristianos. El ministerio ha producido cuatro películas: The Ride en 2012, Once We Were Slaves (retitulada The Two Thieves) en 2014, The Resurrection of Gavin Stone en 2017, y The Shepherd en 2017. The Shepherd se convirtió posteriormente en el episodio piloto de la nueva serie de televisión de Jenkins, The Chosen.

## The Chosen
Es la primera serie de varias temporadas sobre la vida de Cristo. La primera temporada fue uno de los proyectos mediáticos con mayor financiación colectiva de todos los tiempos. La segunda y la tercera temporada contaron con un presupuesto de doce y dieciocho millones de dólares, respectivamente, cada una de financiación colectiva. Derral Eves —el otro cofundador de The Chosen—, conoció a Jenkins, y ambos se asociaron para crear y dirigir The Chosen. Eves es el productor ejecutivo, y principal responsable de generar audiencia a través de sus redes sociales.
Jenkins posee una participación en la empresa, pero no compartirá las ganancias hasta que los inversores de la empresa emergente recuperen su inversión inicial más un 20%.
En 2021, Jenkins dirigió un episodio especial navideño de The Chosen, que se estrenó en 1700 cines durante diez días. En abril de 2022, Jenkins se disculpó con los fans por no informarles sobre una campaña de marketing de broma que consistía en desfigurar sus propias vallas publicitarias que promocionaban a The Chosen.
En una entrevista en el Chicago Sun Times, Jenkins declaró: «Creemos que si la gente puede ver series de forma compulsiva y hacer fiestas en todo el mundo con series como Juego de Tronos y Stranger Things, no hay razón para no ver series sobre Jesús compulsivamente. El término compulsivo significa, ya sabes, tener una especie de obsesión con algo, y si descubrimos cómo tener una obsesión con Jesús, también podríamos fomentarlo».

## El Mejor Festival de Navidad de la Historia
En 2024 se estrenó una adaptación cinematográfica del libro El Mejor Festival de Navidad de la Historia, dirigida por Jenkins. Lionsgate y Kingdom Story Company colaboraron en la producción, que se filmó en Canadá a partir de diciembre de 2023.

## Vida personal
Dallas Jenkins y su esposa, Amanda, se casaron el 13 de junio de 1998. Tienen cuatro hijos. Dallas es cristiano evangélico.
Jenkins es un gran aficionado a los deportes. A los cinco años, leía la página deportiva del Chicago Tribune a diario. Inspirado por su padre, quien era periodista deportivo cuando Dallas era adolescente, Dallas quería ser locutor deportivo cuando estaba en la secundaria.